# A Dominikai Közösség az olimpiai játékokon
A Dominikai Közösség az 1996-os nyári olimpiai játékokon szerepelt első alkalommal. A téli olimpiai játékokon először 2014-ben vettek részt. 
A Dominikai Közösségi Olimpiai Bizottság 1987-ben jött létre, a NOB 1993-ban vette fel tagjai közé, a bizottság jelenlegi elnöke Rosanne Pringle-Pierre.
A Dominikai Közösség első aranyérmét Thea LaFond szerezte 2024-ben női hármasugrásban.

## Érmesek
| Érem  | Név         | Olimpia      | Sport    | Versenyszám     |
| ----- | ----------- | ------------ | -------- | --------------- |
| Arany | Thea LaFond | 2024, Párizs | Atlétika | Női hármasugrás |